# Stazione di Röntgental
La stazione di Röntgental si trova a Zepernick, nel comune di Panketal nel Brandeburgo, ed è servita dai treni della linea S2 della S-Bahn di Berlino. Si trova anche sulla Berlino-Stettino.

## Storia
La stazione venne aperta nel maggio 1903 dalla Preußische Staatseisenbahnen che istituì la prima stazione nella neonata località di Röntgendental.
L'8 agosto 1924, giunsero a Röntgengental i primi treni elettrici suburbani diretti dalla stazione di Berlino-Nord a quella di Bernau. Dal 1º dicembre 1930, questi treni operarono sotto il nome S-Bahn.